# ザ・ピース (ザンビアのバンド)
ピースは、1970 年代初頭にザンビアのキトウェのチャンボリ鉱山の町で結成されたザムロック・バンド。

## 歴史
ピースのメンバーは以前、ザンビアの仲間のバンドWitchの親グループでもあったザ・ボーイフレンズで演奏していた。バンドの創設メンバーには、スタッギー・ジョー・クンダ、ゲデオン "ギディ・キングス" ムワムレンガ、ジョン "ミュージック" ムマが含まれていたが、最終的なラインナップは、テディ・マコンべ（リードギターとボーカル）、ブルース・カウンダ（ギター）、ブロワー・マチュタ（ドラム）、ソール・マン（ベース）。
バンドは70年代初頭に結成されたが、彼らの歌詞は主に愛、平和、自由などの60年代後半のテーマを参照しており、音楽はジェファーソン・エアプレーン、ジェームス・ブラウンのファンク、ジミのロックビットなどのポップサイケデリックから影響を受けている。ヘンドリックスは、独立初期のザンビアで流行したことも一因だと言える。このミクスチュアは、1973/1974年頃に録音され、1975年にZMPLでリリースされた唯一の追跡可能なリリースである『Black Power』を作成し、ザムロックシーン内でユニークであり、革新的な精神に支えられたフラワーパワー時代のやや遅い反応である。
1976年、ザ・ピースはボツワナで3週間のツアーに参加し、デビュー・アルバムのリリース全体よりも多くの収益を上げた。その年の後半、彼らは『Black Is Beautiful』と呼ばれるセカンドアルバムを録音したが、残念ながら今日まで失われている。その直後、バンドは解散した。
バンドリーダーのテディ・マコンベは、看板職人として働いた後、1994年に54歳でこの世を去った。